# Stefan Liv
Stefan Daniel Patryk Liv (* 21. Dezember 1980 als Patryk Śliż in Gdynia, Polen; † 7. September 2011 in Tunoschna bei Jaroslawl, Russland) war ein schwedischer Eishockeytorwart, der während seiner aktiven Karriere unter anderem beim HV71 in der schwedischen Elitserien, den Grand Rapids Griffins in der American Hockey League sowie dem HK Sibir Nowosibirsk und Lokomotive Jaroslawl in der Kontinentalen Hockey-Liga unter Vertrag stand. Er wurde im Alter von zwei Jahren von einer schwedischen Familie adoptiert.

## Karriere
Stefan Liv begann seine Karriere 1999 beim HV71. Nach seiner ersten Saison wurde er von den Detroit Red Wings in der vierten Runde des NHL Entry Draft 2000 ausgewählt. In der Saison 2000/01 war er bereits Stammtorhüter von HV 71. 2002 gewann er bei der Weltmeisterschaft die Bronzemedaille und wurde im selben Jahr als bester Torhüter der schwedischen Liga Elitserien mit der Honkens trofé ausgezeichnet.

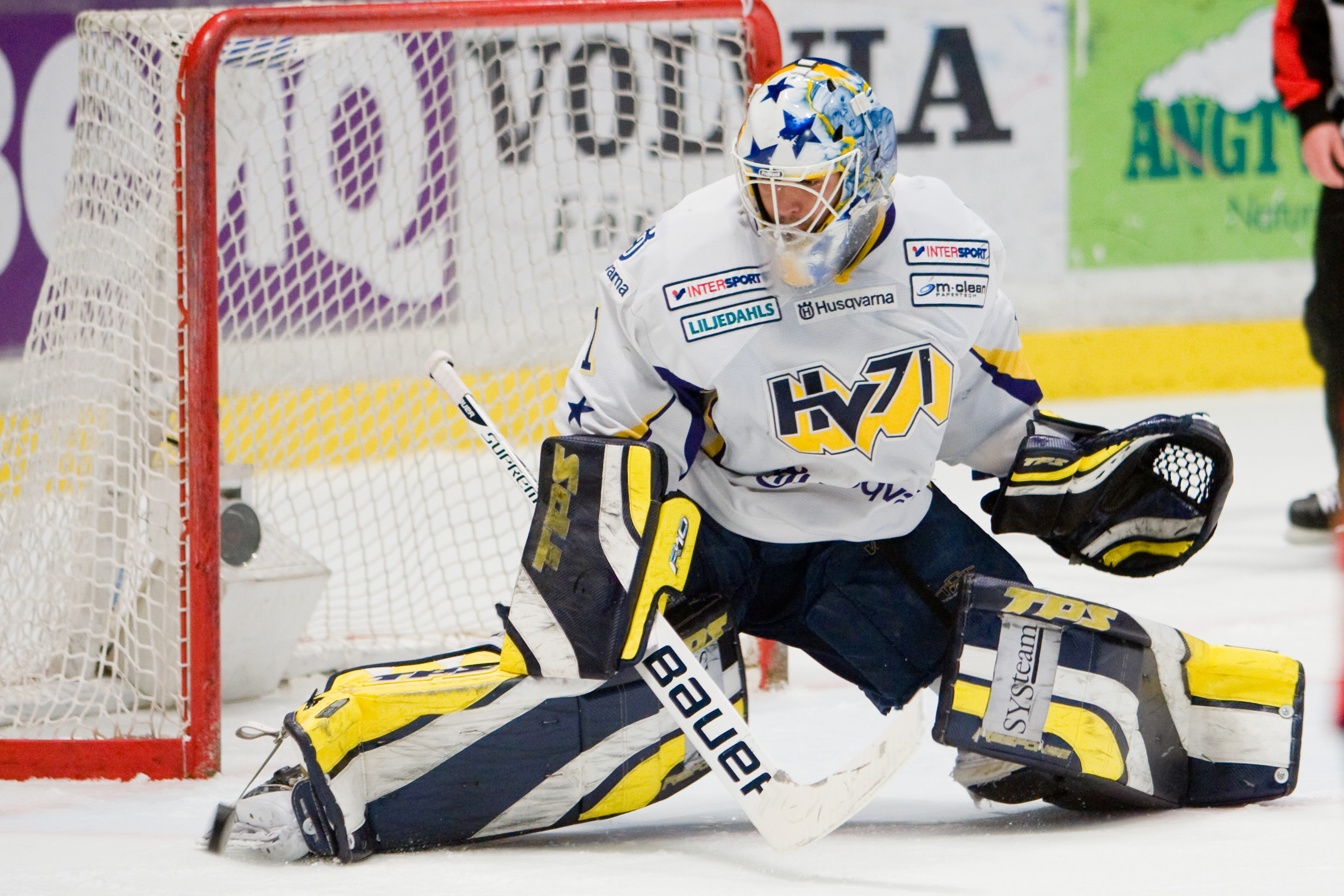
Stefan Liv im Trikot des HV71

2004 wurde er schwedischer Eishockeymeister und gewann mit der schwedischen Nationalmannschaft die Silbermedaille bei der Weltmeisterschaft. 2006 gewann er mit dem schwedischen Team erst die Goldmedaille bei den Olympischen Winterspielen und nur einige Monate später wurde er Weltmeister.
Im Sommer 2006 erhielt er bei den Detroit Red Wings einen Einjahresvertrag, gehört aber in erster Linie zum Kader der Grand Rapids Griffins, dem Farmteam der Red Wings in der AHL. Am 18. November 2006 durfte er erstmals als Ersatztorhüter bei einem NHL-Spiel auf der Bank sitzen, da Stammtorhüter Dominik Hašek pausierte und Chris Osgood verletzt war. Zum Einsatz kam er aber in der NHL nicht. Für die Grand Rapids Griffins spielte er in der Saison 2006/07 34 Mal.
Im Sommer 2007 kehrte er zurück nach Schweden und unterschrieb einen Dreijahresvertrag bei HV71. Mit dem Verein gewann er erneut die schwedische Meisterschaft und wurde als bester Spieler der Saison mit dem Guldpucken ausgezeichnet. 2010 wechselte er zum russischen HK Sibir Nowosibirsk. Im Mai 2011 wurde Liv von Lokomotive Jaroslawl verpflichtet. Am 7. September 2011 kam er bei einem Flugzeugabsturz bei Jaroslawl ums Leben.

## Sonstiges
Die schwedische Eishockeytorhüterin Valentina Wallner wollte im Rahmen der Olympischen Winterspiele in Sotschi mit dem Konterfei von Liv auf dem Helm spielen. Das Internationale Olympische Komitee verbot ihr jedoch das Tragen des Helmes.

## Erfolge und Auszeichnungen
- 2002 Honkens trofé
- 2004 Schwedischer Meister mit HV71
- 2008 Schwedischer Meister mit HV71
- 2008 Guldpucken
- 2010 Schwedischer Meister mit HV71
- 2011 KHL All-Star Game

### International
- 2002 Bronzemedaille bei der Weltmeisterschaft
- 2004 Silbermedaille bei der Weltmeisterschaft
- 2006 Goldmedaille bei den Olympischen Winterspielen
- 2006 Goldmedaille bei der Weltmeisterschaft